# Billingborough
 (octobre 2022).
Le contenu est difficilement compréhensible vu les erreurs de traduction, qui sont peut-être dues à l'utilisation d'un logiciel de traduction automatique.
Billingborough est un village et une paroisse civile du district de South Kesteven dans le Lincolnshire, en Angleterre. Il est situé à environ 16 kilomètres au nord de Bourne et à 16 kilomètres au sud de Sleaford, et sur la B1177 (en) entre Horbling et Pointon, juste au sud de l'A52 (en). La population comptait 1 390 habitants en 2021.

## Histoire
Le village porte le nom de la tribu des envahisseurs post-romains Billings. Le village était autrefois desservi par la gare de Billingborough and Horbling (en). L'ancien nom du lycée, Aveland, est tiré d'un Wapentake pré-conquête de ce nom, datant de 921. Le Wapentake s'étendait de Bourne à Threekingham. La région était peuplée au Moyen Âge et comprenait le village perdu d'Ouseby. et le village rétréci de Birthorpe. L'église Saint-André date du XIIIe siècle et présente un mélange de styles gothique perpendiculaire et décoré.
Un samedi de 1791, un match de football fut joué sur le terrain d'Osbournby entre les célibataires d'Osbournby et de Billingboroough ; quand, après un concours sévère de six heures, où plusieurs exploits d'agilité ont été montrés, il a été décidé en faveur des jeunes de Billingborough; à cette occasion, ils portaient des faveurs de ruban bleu, comme une marque de leur distinction.

## Commune
Billingborough est positionné au bord de The Fens. Selon le recensement de 2001, elle comptait 1 098 habitants répartis en 461 ménages. En 2011, les deux chiffres avaient augmenté, à 1401 et 591 respectivement.
Le village a une seule école primaire. Il existait autrefois une école secondaire moderne, The Aveland High School, qui a ouvert ses portes en 1963 mais a fermé en janvier 2010 pour fusionner avec une école de Sleaford pour former la St George's Academy (en). Le lycée a ensuite été démoli et le site réaménagé en logements.
L'église paroissiale est dédiée à saint André. La paroisse ecclésiastique fait partie du groupe Billingborough dans le doyenné de Lafford, diocèse de Lincoln. En 2014, le prêtre responsable est la révérende Anna Sorensen.
Les commodités de Billingborough comprennent un bureau de poste, qui est également un dépanneur et un petit supermarché. La maison publique du village est le Fortescue Arms sur High Street. sur la rue Victoria. Il y a aussi un détachement de la Force des cadets de l'Armée à côté du site de l'Académie St Georges. Il fait partie de la Force des cadets de l'armée du Lincolnshire et porte l'insigne de casquette des Royal Engineers. Le village de Billingborough Horbling et le Threekingham Cricket Club sont entrés dans la ECB Lincs Premier League en 2013.

## Personnes notables
- Richard Nauyokas (en) : producteur de télévision britannique
- Eric Houghton (en) : footballeur britannique
- Robert Gordon Latham :  ethnologue et philologue britannique